# Испанская танцовщица
«Испанская танцовщица» (англ. The Spanish Dancer) — американский немой костюмированный фильм 1923 года по мотивам пьесы «Дон Сезар де Базан». В фильме снимались Пола Негри в роли цыганки Маританы, Антонио Морено в роли дона Сезара и Уоллес Бири в роли короля Испании. Режиссёром фильма выступил Герберт Бренон. В фильме появляется пятилетняя Энн Ширли, указанная в титрах как Даун О'Дей.
В начале XX века фильм был отреставрирован голландским EYE Film Institute.
Имея в основе один и тот же сюжет, фильм повторяет вышедшую в том же году киноленту «Розита» с Мэри Пикфорд в главной роли. Режиссёром «Розиты был» немецкий коллега Негри Эрнст Любич. Критикам больше понравилась «Испанская танцовщица».

## Сюжет
Испанская танцовщица, цыганка Маритана, влюбляется в дворянина Сезара де Базана. Дон Сезар беден, и не может выплатить долги, и-за чего попадает в тюрьму. Маритана помогает ему сбежать от слуг короля. Король Филипп, впервые увидев танцовщицу, покорён её красотой и отправляет солдат привести к нему Маритану. Тем временем дон Сезар ввязывается в схватку с капитаном королевской гвардии, защищая мальчика Лазарилло. Нападение на воинов короля считается бунтом и приводит к немедленному аресту «бунтовщика». Дона Сезара ждёт смертная казнь. Отчаявшись, Маритана бросается к королеве Изабелле и умоляет пощадить приговорённого. Изабелла, тронутая преданностью Маританы, просит короля помиловать дона Сезара. Король Филипп соглашается, но по другим причинам: он полностью очарован красотой танцовщицы и хочет её заполучить.
Но для этого она должна стать светской дамой, и поэтому в игру вступает Дон Саллусте, верный помощник короля. Он организует нелепую свадьбу Маританы с доном Сезаром, полагая, что тот скоро будет казнён, оставив благородную вдову для короля. Затем Саллусте организует встречу Маританы с королём в своём охотничьем домике. Но Лазарилло, за которого вступился дон Сезар, и королева не дают дворянину умереть. Выйдя из тюрьмы, он бросается к своей тайной невесте, чтобы она не стала любовницей короля. Это устраивает ревнивую королеву. Дон Сезар хочет драться с королём на дуэли, но появляется королева решает всё миром. Внезапно ревность просыпается в Маритане внезапно начинает ревновать. Король Филиппа растроган настолько, что даёт супружеской паре  своё королевское благословение.

## В ролях
- Пола Негри — цыганка Маритана
- Антонио Морено — дон Сезар де Базан
- Уоллес Бири — король Филипп IV
- Кэтлин Уильямс — королева Изабелла Бурбонская
- Гарет Хьюз — Лазарилло
- Адольф Менжу — дон Саллусте
- Эдвард Киплинг — маркиз де Ротундо
- Энн Ширли — дон Бальтазар Карлос (в титрах указана как Даун О'Дей)
- Чарльз А. Стивенсон — посланник кардинала
- Роберт Агнью — Хуан

## Создание
Премьера «Испанской танцовщицы» состоялась в США 7 октября 1923 года в Нью-Йорке.

## Отзывы и сборы
Фильм собрал в прокате 314 тысяч долларов.
Янис Гарзза из New York Times сравнил два фильма, снятые в 1923 году по мотивам пьесы «Дон Сезар де Базан»: «Испанскую танцовщицу» и «Розиту» режиссёра Эрнста Любича с Мэри Пикфорд в главной роли. Как отметил Гарзза, хотя фильм Любича более известен, на момент премьеры «Испанская танцовщица» была принята лучше. Не последнюю роль сыграл выбор актрисы на роль главной героини: Негри была моложе на 5 лет и более соответствовала образу прекрасной цыганки, чем 30-летняя Пикфорд. Примечательно, что Любич хотел, чтобы в его фильме сыграла Негри.
Лотта Эйснер также отмечала естественность Полы Негри в роли испанской танцовщицы, указывая в том числе на то, что больше, чем молодость, энергия, гибкое тело и чувственность от неё и не требовалось.
В Paimann’s Filmlisten фильм характеризовался как прекрасно поставленный и отлично снятый.

## Восстановление
Фильм дожил до XXI века в нескольких копиях разной полноты и сохранности. Наиболее полная версия находилась в коллекции голландского EYE Film Institute, который осуществил реставрацию кинокартины, используя копии из киноархивов Нидерландов, Великобритании и России. По оценке института, удалось восстановить примерно 95 % оригинальной ленты. Показ обновлённой кинокартины состоялся 5 августа 2012 года в Национальной галерее искусств в Вашингтоне вместе с фильмом Лоис Вебер» «Обувь» (1916).